# Erling Aalvik
Erling Aalvik (* 29. März 1992) ist ein ehemaliger norwegischer Biathlet. Er ist zweifacher Juniorenweltmeister mit der Staffel.

## Sportliche Laufbahn
Erling Aalvik gab sein internationales Debüt bei den Jugendweltmeisterschaften 2010 und gewann mit Kristian Ruud Nesheim und Vetle Sjåstad Christiansen Bronze im Staffelwettkampf. Auch in den folgenden drei Jahren nahm er an der Jugend- und Junioren-WM teil und errang jedes Mal eine Medaille mit der Staffel. Dabei gewann er zweimal Gold; zunächst 2012 mit Christiansen, Marius Hol und Johannes Thingnes Bø, ein Jahr darauf mit Bø, Håvard Bogetveit und Vegard Gjermundshaug. Seine Erfolge im Erwachsenenbereich feierte der Norweger vor allem im IBU-Cup. Sein Debüt auf dieser Ebene gab er Ende 2012 und wurde in Idre auf Anhieb Vierter des Sprints, in der Folgewoche erreichte er mit der Mixedstaffel auch seinen ersten Podestplatz. In den nächsten Jahren war Aalvik immer wieder Teil des IBU-Cup-Teams und erzielte unregelmäßig Top-10-Ergebnisse. Sein einziges Podest in einem Individualwettkampf gelang ihm im November 2015 im Sprintrennen von Idre als Dritter hinter Matwei Jelissejew und Oleksandr Schyrnyj, im gleichen Winter lief er zudem am Arber mit der Mixedstaffel auf den zweiten Rang. Bei norwegischen Meisterschaften gewann Aalvik 2015 und 2018 jeweils mit der Staffel Hordalands eine Medaille. Seit Ende der Saison 2017/18 hat er an keinem Wettkampf der IBU mehr teilgenommen.

## Persönliches
Aalvik stammt aus der Kommune Kvam im Westen Norwegens. Er arbeitet als Leiter für Marketing und Kommunikation bei der Firma Bodø Energi.

## Statistiken

### Jugend-/Juniorenweltmeisterschaften
Aalvik nahm bis 2011 an den Jugend-, ab 2012 an den Juniorenwettkämpfen teil.
| Weltmeisterschaften | Weltmeisterschaften | Einzelwettbewerbe | Einzelwettbewerbe | Einzelwettbewerbe | Herrenstaffel |
| Jahr                | Ort                 | Einzel            | Sprint            | Verfolgung        | Herrenstaffel |
| ------------------- | ------------------- | ----------------- | ----------------- | ----------------- | ------------- |
| 2010                | Torsby              | 30.               | 15.               | 16.               | 3.            |
| 2011                | Nové Město          | 33.               | 8.                | 6.                | 3.            |
| 2012                | Kontiolahti         | 48.               | 21.               | 22.               | 1.            |
| 2013                | Obertilliach        | 7.                | 16.               | 13.               | 1.            |